# EuroFloorball Cup 2025
Der EuroFloorball Cup 2025 ist ein Europapokalwettbewerb im Unihockey (Floorball), an dem die Meister der schwächeren europäischen Nationen teilnehmen, die nicht am Champions Cup teilnehmen. Die letzte Austragung des Wettbewerbs war 2019, seitdem konnte der Weltverband IFF keinen Ausrichter mehr finden. Für diese Saison konnten die Organisatoren der Czech Open als Veranstalter gewonnen werden.
Das Turnier wird vom 6. August bis zum 10. August 2025 in Prag stattfinden. Spielort ist die Halle des TJ Sokol Královské Vinohrady.

## Teilnehmer
| - Tsunami Záhorská Bystrica (Meister der Extraliga 2024/25) - CUF Leganés (Meister der Liga Oro 2024/25) - London Sharks FC (Meister der English Floorball League 2024/25) - Slevik IBK (Meister der Eliteserien 2024/25) - UKS Bankówka Zielonka (Meister der Ekstraliga 2024/25) - UFC Utrecht (Meister der Eredivisie 2024/25) - FBC Lemberg (Meister der Wyschtscha Liha 2024/25) | - Les Renardes de La Hulpe (Meister der Women League 2024/25) - SF Grei (Hauptrundensieger und Vizemeister der Eliteserien 2024/25) - FBK Kysucké Nové Mesto (Meister der Extraliga 2024/25) - MFBC Leipzig (Meister der Bundesliga 2024/25) - UFC Utrecht (Meister der Eredivisie 2024/25) |

## Männer

### Gruppenphase

#### Gruppe A
| Platz | Team                      | Sp | S | OTS | OTN | N | +  | -  | Pkt |
| ----- | ------------------------- | -- | - | --- | --- | - | -- | -- | --- |
| 1.    | Tsunami Záhorská Bystrica | 2  | 2 | 0   | 0   | 0 | 24 | 4  | 6   |
| 2.    | CUF Leganés               | 1  | 0 | 0   | 0   | 1 | 2  | 9  | 0   |
| 3.    | London Sharks FC          | 1  | 0 | 0   | 0   | 1 | 2  | 15 | 0   |

| Zeit      | Mannschaft 1              | Mannschaft 2              | Erg. |
| --------- | ------------------------- | ------------------------- | ---- |
|           |                           |                           |      |
| 6. August |                           |                           |      |
| 09:00     | Tsunami Záhorská Bystrica | London Sharks FC          | 15:2 |
|           |                           |                           |      |
| 7. August |                           |                           |      |
| 14:00     | CUF Leganés               | Tsunami Záhorská Bystrica | 2:9  |
|           |                           |                           |      |
| 8. August |                           |                           |      |
| 11:30     | London Sharks FC          | CUF Leganés               | :    |

#### Gruppe B
| Platz | Team                  | Sp | S | OTS | OTN | N | +  | -  | Pkt |
| ----- | --------------------- | -- | - | --- | --- | - | -- | -- | --- |
| 1.    | Slevik IBK            | 2  | 2 | 0   | 0   | 0 | 26 | 5  | 6   |
| 2.    | UKS Bankówka Zielonka | 2  | 2 | 0   | 0   | 0 | 13 | 6  | 6   |
| 3.    | FBC Lemberg           | 2  | 0 | 0   | 0   | 2 | 8  | 23 | 0   |
| 4.    | UFC Utrecht           | 2  | 0 | 0   | 0   | 2 | 3  | 16 | 0   |

| Zeit      | Mannschaft 1          | Mannschaft 2          | Erg. |
| --------- | --------------------- | --------------------- | ---- |
|           |                       |                       |      |
| 6. August |                       |                       |      |
| 16:30     | Slevik IBK            | UFC Utrecht           | 13:2 |
| 19:00     | FBC Lemberg           | UKS Bankówka Zielonka | 5:10 |
|           |                       |                       |      |
| 7. August |                       |                       |      |
| 16:30     | Slevik IBK            | FBC Lemberg           | 13:3 |
| 19:00     | UFC Utrecht           | UKS Bankówka Zielonka | 1:3  |
|           |                       |                       |      |
| 8. August |                       |                       |      |
| 16:30     | UKS Bankówka Zielonka | Slevik IBK            | :    |
| 19:00     | UFC Utrecht           | FBC Lemberg           | :    |

## Frauen
| Platz | Team                     | Sp | S | OTS | OTN | N | +  | -  | Pkt |
| ----- | ------------------------ | -- | - | --- | --- | - | -- | -- | --- |
| 1.    | MFBC Leipzig             | 3  | 3 | 0   | 0   | 0 | 28 | 4  | 6   |
| 2.    | SF Grei                  | 1  | 1 | 0   | 0   | 0 | 17 | 2  | 2   |
| 3.    | FBK Kysucké Nové Mesto   | 2  | 1 | 0   | 0   | 1 | 9  | 4  | 2   |
| 4.    | UFC Utrecht              | 1  | 0 | 0   | 0   | 1 | 3  | 9  | 0   |
| 5.    | Les Renardes de La Hulpe | 3  | 0 | 0   | 0   | 3 | 4  | 42 | 0   |

| Zeit       | Mannschaft 1             | Mannschaft 2             | Erg. |
| ---------- | ------------------------ | ------------------------ | ---- |
|            |                          |                          |      |
| 6. August  |                          |                          |      |
| 11:30      | UFC Utrecht              | MFBC Leipzig             | 3:9  |
| 14:00      | FBK Kysucké Nové Mesto   | Les Renardes de La Hulpe | 8:2  |
|            |                          |                          |      |
| 7. August  |                          |                          |      |
| 09:00      | MFBC Leipzig             | FBK Kysucké Nové Mesto   | 2:1  |
| 11:30      | Les Renardes de La Hulpe | SF Grei                  | 2:17 |
|            |                          |                          |      |
| 8. August  |                          |                          |      |
| 09:00      | MFBC Leipzig             | Les Renardes de La Hulpe | 17:0 |
| 14:00      | SF Grei                  | UFC Utrecht              | :    |
|            |                          |                          |      |
| 9. August  |                          |                          |      |
| 09:00      | UFC Utrecht              | FBK Kysucké Nové Mesto   | :    |
| 11:30      | SF Grei                  | MFBC Leipzig             | :    |
| 10. August |                          |                          |      |
| 09:00      | Les Renardes de La Hulpe | UFC Utrecht              | :    |
| 11:30      | FBK Kysucké Nové Mesto   | SF Grei                  | :    |